# Pieschen
Pieschen is een stadsdeel in het noordwesten van de Duitse stad Dresden, in de deelstaat Saksen. Pieschen ligt aan de rechteroever van de Elbe en werd op 1 juli 1897 door Dresden geannexeerd. De oudste schriftelijke vermelding van Pieschen stamt uit 1292.

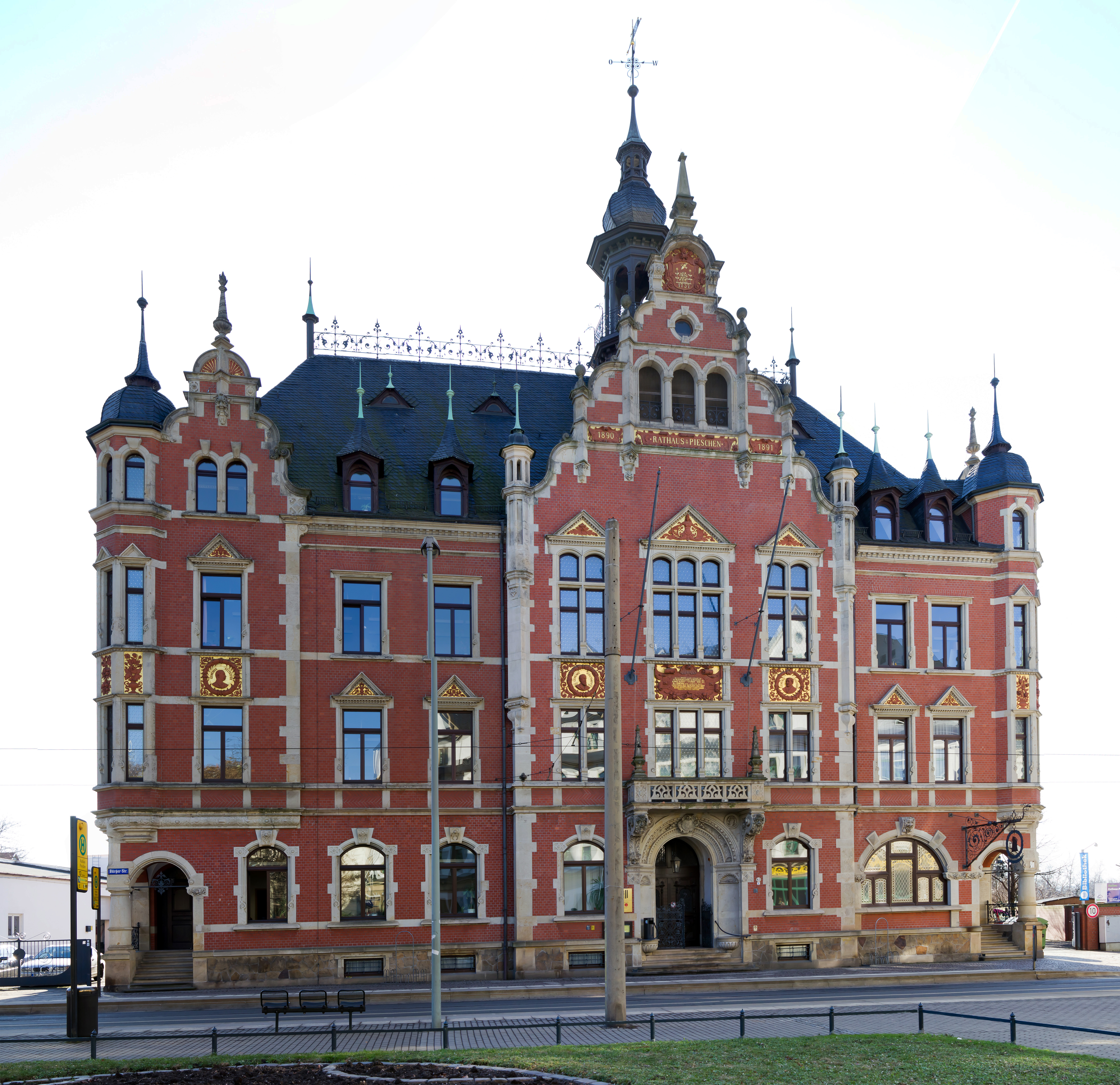
Het voormalige raadhuis van Pieschen